# Viktor Medvedciuk
Viktor Volodîmîrovîci Medvedciuk (în ucraineană Віктор Володимирович Медведчук, în rusă Виктор Владимирович Медведчук; n. 7 august 1954, Pochet⁠(d), RSFS Rusă, URSS) este un avocat și oligarh ucrainean. Este un oponent al aderării Ucrainei la Uniunea Europeană.
Este om de afaceri ucrainean, apropiat președintelui rus Vladimir Putin. A fost arestat la domiciliu în aprilie 2022 în Ucraina, după ce a fost acuzat de „înaltă trădare” și „tentativă de jefuire a resurselor naturale din Crimeea”.